# Tandem Communications
Tandem Communications — німецька телекінокомпанія, що займається виробництвом телевізійних фільмів, міні-серіалів, телесеріалів тощо. Заснований у 1999 році продюсерами Ролою Бавером і Тімом Галкіним. Штаб-квартира знаходиться у Мюнхені. У 2012 році її придбав французький кінодистриб'ютор StudioCanal.

## Продукція
Телесеріали
- Мисливці за старовиною (в асоціації) (1999)
- Дюна (in collaboration with) (2000)
- Стовпи землі (2010)
- Перетинаючи межу (2013)
- Дубль два (2018)

Мінісеріали
- Світ без кінця (2012)
- Лабіринт (2012)

Телефільми
- Фінальний забіг (в асоціації) (1999)
- Перстень Нібелунгів (2004)
- Втрачене майбутнє (2010)
- Суботній день (2019)